# Harikanassou
Harikanassou est une localité et une commune rurale du Niger, du département de Boboye, région de Dosso.

## Géographie
La localité de Harikanassou est située à 26 km au nord du chef-lieu départemental Birni N'Gaouré.
| Diantchandou | Koygolo      |       |
|              | Harikanassou | Kiota |
| Kouré        | N'Gonga      |       |

## Histoire
La commune rurale de Harikanassou instaurée en 2002, est issue du canton de Harikanassou-Kiota.

## Population
Lors du recensement général de 2012, la population communale est relevée à 23 567 habitants. La localité principale compte 1 416 habitants en 2012.

## Localités
La commune s'étend sur 32 villages, 22 hameaux et 7 camps au nord du département de Boboye.

## Services et infrastructures
- Centre de Santé Intégré (CSI) à Harikanassou, Kouringuel Mayaki[5].
- Collège d'enseignement général (CEG) à Harikanassou.
- Centre de formation des métiers (CFM) à Harikanassou.